# Condado de Telfair
O Condado de Telfair é um dos 159 condados do Estado americano de Geórgia. A sede do condado é McRae, e sua maior cidade é McRae. O condado possui uma área de 1 150 km², uma população de 11 794 habitantes, e uma densidade populacional de 10 hab/km² (segundo o censo nacional de 2000). O condado foi fundado em 10 de dezembro de 1807.